# PlayStation All-Stars Battle Royale
PlayStation All-Stars Battle Royale – gra na konsolę PlayStation 3 i PlayStation Vita z gatunku bijatyk, której premiera miała miejsce dnia 23 listopada 2012 roku.

## Wersja polska
Wersja polska: Studio PRL

Realizacja dźwięku: Aleksander Cherczyński, Kamil Sołdacki

## Postacie
| Postać               | Seria                | Seria |
| -------------------- | -------------------- | ----- |
| Big Daddy            | BioShock             |       |
| Cole MacGrath        | Infamous             |       |
| Colonel Radec        | Killzone             |       |
| Dante                | Devil May Cry        |       |
| Isaac                | Dead Space           |       |
| Emmett Graves        | Starhawk             |       |
| Evil Cole MacGrath   | Infamous             |       |
| Fat Princess         | Fat Princess         |       |
| Heihachi Mishima     | Tekken               |       |
| Jak i Daxter         | Jak and Daxter       |       |
| Kat                  | Gravity Rush         |       |
| Kratos               | God of War           |       |
| Nariko               | Heavenly Sword       |       |
| Nathan Drake         | Uncharted            |       |
| PaRappa              | PaRappa the Rapper   |       |
| Raiden               | Metal Gear           |       |
| Ratchet i Clank      | Ratchet & Clank      |       |
| Sackboy              | LittleBigPlanet      |       |
| Sir Daniel Fortesque | MediEvil             |       |
| Sly Cooper           | Sly Cooper           |       |
| Spike                | Ape Escape           |       |
| Sweet Tooth          | Twisted Metal        |       |
| Toro Inoue           | Together Everywhere! |       |
| Zeus                 | God of War           |       |